# برازش فرد-محیط
برازش فرد-محیط (به انگلیسی: Person–environment fit)، درجۀ سازگاری ویژگی‌های فردی و محیطی است. ویژگی‌های فردی ممکن است شامل نیازها، ارزش‌ها، هدف‌ها، توانایی‌ها یا شخصیت زیست‌شناختی یا روان‌شناختی فرد باشد، در حالی که ویژگی‌های محیطی می‌تواند شامل پاداش‌های درونی و بیرونی، خواسته‌های شغلی یا نقش، ارزش‌های فرهنگی یا ویژگی‌های افراد و گروه‌های دیگر در فرد باشد. محیط اجتماعی تناسب فرد و محیط با توجه به پیامدهای مهم آن در محیط کار، جایگاه برجسته‌ای را در روان‌شناسی صنعتی و سازمانی و زمینه‌های مرتبط حفظ کرده‌است.